# Красничи, Якуп
Якуп Красничи (алб. Jakup Krasniqi; род. 1 января 1951) — исполняющий обязанности президента Республики Косово после отставки Фатмира Сейдиу 27 сентября 2010 года и до избрания Бехджета Пацолли 22 февраля 2011 года. Также после отставки Бехджета Пацолли 4 апреля 2011 года вновь назначен исполняющим обязанности президента до 7 апреля 2011 года. Спикер Ассамблеи Косово, ранее был пресс-секретарём Армии Освобождения Косово.

## Биография
Якуп Красничи родился в посёлке Негровце в общине Глоговац автономного края Косово и Метохия СФРЮ в албанской семье. В 1957—1965 годах учился в начальной школе в Негровце и Орлате, а в 1971 году окончил среднюю школу в Приштине, затем c 1972 по 1976 год изучал историю на философском факультете университета Приштины и работал учителем истории в посёлке Негровце, с 1977 года преподавал историю в средней школе города Глоговац, а затем в средней школе города Србица (алб. Skënderaj). В 1995—1997 годах обучался в аспирантуре исторического факультета университета Приштины. В декабре 2003 года в университете Приштины защитил диссертацию на тему: «Политические движение и армия сопротивления Косова 1991—1999 гг.», а 2008 году там же защитил докторскую диссертацию о политической роли албанской прессы в Косово 1981—1991 гг.
Красничи женат, у него три дочери и сын.

## Книги
- «Kthesa e Madhe — Ushtria Çlirimtare e Kosovës»; Publishing House «Buzuku», 304 p., Prishtina/Kosovo 2006. ISBN 978-9951-08-059-0
- «Kosova in a historical context» Publisher by «Europrinty» 128 p. Prishtina/Kosovo 2007. ISBN 978-9951-05-109-5
- «Kthesa e Madhe — Ushtria Çlirimtare e Kosovës»; Completed the second edition. Publishing House «Buzuku», 320 p., Prishtina/Kosovo 2007. ISBN 978-9951-08-059-0
- «Një luftë ndryshe për Kosovën»; Publishing House «Buzuku», 224 faqe, Prishtina/Kosovo 2007; ISBN 978-9951-08-092-7
- «Kosova në kontekst historik»; Completed the second edition. Publishing House «Buzuku», 208 p., Prishtina/Kosovo 2010; ISBN 978-9951-08-115-3
- «Pavarësia si kompromis»; Publishing House «Buzuku», 208 p., Prishtina/Kosovo 2010; ISBN 978-9951-08-116-0
- «Lëvizja për Republikën e Kosovës 1981—1991 sipas shtypit shqiptar»; Publishing House «Buzuku», 320 p., Prishtina/Kosovo 2011; ISBN 978-9951-08-140-5
- «Pranvera e lirisë '81»; Publishing House «Buzuku», 192 p., Prishtina/Kosovo 2011; ISBN 978-9951-08-150-4
- «Flijimi për lirinë»; Publishing House «Buzuku», 192 p., Prishtina/Kosovo 2011; ISBN 978-9951-08-151-1
- «Guxo ta duash lirinë»; Publishing House «Buzuku», 192 p., Prishtina/Kosovo 2011; ISBN 978-9951-08-152-8
- «Pavarësi dhe personalitete (Në 100-vjetorin e Pavarësisë së Shqipërisë)»; Publishing House «Buzuku», 400 p., Prishtina/Kosovo 2012; ISBN 978-9951-08-158-0
- «Një histori e kontestuar (Kritikë librit të Oliver Jens Schmitt: „Kosova — histori e shkurtër e një treve qendrore ballkanike“)»; Publishing House «Buzuku», 224 p., Prishtina/Kosovo 2013; ISBN 978-9951-08-162-7